# دون ماير
دون ماير (بالإنجليزية: Don Meyer)‏ هو مدرب كرة سلة أمريكي، ولد في 16 ديسمبر 1944 في وين في الولايات المتحدة، وتوفي في 18 مايو 2014 في أبردين في الولايات المتحدة.